# 左旗九
左旗九是北半球星座海豚座的一顆恆星 － 它的運動使它在1992年從天鷹座跨越過星座的邊界進入海豚座，以拜耳命名法的名稱是天鷹座ρ（ρ Aql）。它的視星等為4.94等，這個亮度在良好的環境下可以用裸眼直接看見。它的周年視差會使它的位置偏移21.75mas，這相當於它與地球的實際距離是150光年（46秒差距）。
這顆恆星的固有名稱是Tso Ke，來自官話左旗，意思是左邊的旗幟。在中國，左旗是一個屬於牛宿的星官，屬於這個星官的恆星還有天箭座α、天箭座β、天箭座δ、天箭座ζ、天箭座γ、天箭座11、天箭座13和天箭座14 。因此之故，天鷹座ρ在中國稱為左旗九 (英語：.)。
天鷹座ρ是一顆A型主序星，恆星光譜為A2V。這顆恆星的年齡在5,000萬至1億2,000 萬歲，並且它有過量的紅外線輻射，其原因可能是有環繞著恆星的岩屑盤。

## 外部連結
- Simbad （页面存档备份，存于）
- Image
- HR 7724 （页面存档备份，存于）
- Kaler, Jim. . University of Illinois at Urbana-Champaign.   [2009-07-12]. （原始内容存档于2020-10-03）.